# Episodi di Danny Phantom (prima stagione)
La prima stagione della serie animata Danny Phantom, composta da 20 episodi, è stata trasmessa negli Stati Uniti, da Nickelodeon, dal 3 aprile 2004 al 17 giugno 2005.
In Italia è stata trasmessa su Nickelodeon dal 24 ottobre 2005.
| nº | Titolo originale                 | Titolo italiano                      | Prima TV USA      | Prima TV Italia |
| -- | -------------------------------- | ------------------------------------ | ----------------- | --------------- |
| 1  | Mystery Meat                     | La carne misteriosa                  | 3 aprile 2004     | 24 ottobre 2005 |
| 2  | Parental Bonding                 | L'apparenza inganna                  | 9 aprile 2004     |                 |
| 3  | One of a Kind                    | Più unico che raro                   | 9 aprile 2004     |                 |
| 4  | Attack of the Killer Garage Sale | Il terribile Technus                 | 16 aprile 2004    |                 |
| 5  | Splitting Images                 | Scambio di immagine                  | 23 aprile 2004    |                 |
| 6  | What You Want                    | Ogni tuo desiderio è un ordine       | 30 aprile 2004    |                 |
| 7  | Bitter Reunions                  | Compagni di classe                   | 7 maggio 2004     |                 |
| 8  | Prisoners of Love                | Prigionieri d'amore                  | 14 maggio 2004    |                 |
| 9  | My Brother's Keeper              | La sorvegliante di mio fratello      | 18 giugno 2004    |                 |
| 10 | Shades of Gray                   | Ombre grigie                         | 24 settembre 2004 |                 |
| 11 | Fanning the Flames               | Soffiare sul fuoco                   | 8 ottobre 2004    |                 |
| 12 | Teacher of the Year              | L'insegnante dell'anno               | 15 ottobre 2004   |                 |
| 13 | Fright Night                     | Notte di terrore                     | 29 ottobre 2004   |                 |
| 14 | 13                               | Terrore su due ruote                 | 5 novembre 2004   |                 |
| 15 | Public Enemies                   | Nemico pubblico numero uno           | 4 febbraio 2005   |                 |
| 16 | Lucky in Love                    | Fortunato in amore                   | 11 febbraio 2005  |                 |
| 17 | Maternal Instinct                | Istinto materno                      | 18 febbraio 2005  |                 |
| 18 | Life Lessons                     | Lezione di vita                      | 25 febbraio 2005  |                 |
| 19 | The Million Dollar Ghost         | Il fantasma da un milione di dollari | 3 giugno 2005     |                 |
| 20 | Control Freaks                   | Il potere della sfera di cristallo   | 17 giugno 2005    |                 |

## La carne misteriosa
- Titolo originale: Mystery Meat
- Diretto da: Butch Hartman
- Scritto da: Steve Marmel, Mark Banker, Butch Hartman

### Trama
Danny, grazie ai suoi poteri, può trasformarsi in fantasma!

## L'apparenza inganna
- Titolo originale: Parental Bonding
- Diretto da: Wincat Alcala, Butch Hartman, Sean Dempsey
- Scritto da: Steve Marmel, Sib Ventress

### Trama
L'amuleto di Aragona ha il potere di trasformare in drago tutti coloro che osano indossarlo. Dopo una serie di circostanze casuali, Danny se lo ritrova nello zaino, proprio mentre sta per invitare al ballo della scuola la bellissima Paulina.

## Più unico che raro
- Titolo originale: One of a Kind
- Diretto da: Wincat Alcala, Butch Hartman
- Scritto da: Steve Marmel, Mark Banker, Butch Hartman

### Trama
Danny ha preso un brutto voto nella verifica di biologia. Per migliorare il voto decide di fare una ricerca su un rarissimo gorilla.

## Il terribile Technus
- Titolo originale: Attack of the Killer Garage Sale
- Diretto da: Wincat Alcala, Butch Hartman
- Scritto da: Sib Ventress

### Trama
Danny viene invitato alla festa di Dash. Per partecipare però ha bisogno di un abbigliamento particolare.

## Scambio d'immagine
- Titolo originale: Splitting Images
- Diretto da: Wincat Alcala, Butch Hartman
- Scritto da: Marty Isenberg

### Trama
A Danny viene assegnato un nuovo armadietto che però nasconde una leggenda.

## Ogni tuo desiderio è un ordine
- Titolo originale: What You Want
- Diretto da: Wincat Alcala, Butch Hartman
- Scritto da: Sib Ventress

### Trama
Danny e Tucker si recano a una fiera. Gli viene offerto di acquistare una lampada contenente un genio.

## Compagni di classe
- Titolo originale: Bitter Reunions
- Diretto da: Wincat Alcala, Butch Hartman
- Scritto da: Steve Marmel, Sib Ventress

### Trama
La famiglia Fenton parte al gran completo alla volta del misterioso castello di Vlad Masters.

## Prigionieri d'amore
- Titolo originale: Prisoners of Love
- Diretto da: Wincat Alcala, Butch Hartman
- Scritto da: Marty Isenberg

### Trama
È l'anniversario di matrimonio di Jack e Maddie. Ma lui se ne dimentica.

## La sorvegliante di mio fratello
- Titolo originale: My Brother's Keeper
- Diretto da: Wincat Alcala, Butch Hartman
- Scritto da: Sib Ventress

### Trama
È il centenario della settimana del buonumore della scuola. Il signor Lancer invita la signorina Spectra a dare lezioni ai ragazzi.

## Ombre grigie
- Titolo originale: Shades of Gray
- Diretto da: Wincat Alcala, Butch Hartman
- Scritto da: Sib Ventress

### Trama
Il padre di Valerie viene licenziato perché il suo impianto di sicurezza non è stato capace di prevenire l'intrusione di due fantasmi.

## Soffiare sul fuoco
- Titolo originale: Fanning the Flames
- Diretto da: Wincat Alcala, Butch Hartman
- Scritto da: Marty Isenberg

### Trama
Tutti i ragazzi sono innamorati di Ember Maclain, una cantante fantasma che vuole conquistare il mondo.

## L'insegnante dell'anno
- Titolo originale: Teacher of the Year
- Diretto da: Wincat Alcala, Butch Hartman
- Scritto da: Sib Ventress

### Trama
Danny e Tucker sono appassionati di videogiochi online e snobbano Sam.

## Notte di terrore
- Titolo originale: Fright Night
- Diretto da: Wincat Alcala, Butch Hartman
- Scritto da: Marty Isenberg, Sib Ventress

### Trama
È Halloween. Danny e Dash fanno una scommessa. Chi dei due riuscirà a creare la più bella stanza degli orrori.

## Terrore su due ruote
- Titolo originale: 13
- Diretto da: Wincat Alcala, Butch Hartman
- Scritto da: Sib Ventress, Marty Isenberg

### Trama
Dopo una notte passata a catturare fantasmi, Danny si ritrova alle prese con una creatura che importuna la sorella.

## Nemico pubblico numero uno
- Titolo originale: Public Enemies
- Diretto da: Wincat Alcala, Butch Hartman
- Scritto da: Steve Marmel, Marty Isenberg, Sib Ventress

### Trama
Walker è tornato e ha sete di vendetta. Vuole incastrare Danny!

## Fortunato in amore
- Titolo originale: Lucky in Love
- Diretto da: Ken Bruce, Butch Hartman, Gary Conrad
- Scritto da: Sib Ventress

### Trama
Paulina scopre che Danny è il famoso ragazzo-fantasma.

## Istinto materno
- Titolo originale: Maternal Instinct
- Diretto da: Butch Hartman, Gary Conrad
- Scritto da: Sib Ventress

### Trama
Maddie viene invitata a un convegno in Florida da un misterioso gruppo Dalv.

## Lezione di vita
- Titolo originale: Life Lessons
- Diretto da: Ken Bruce, Butch Hartman, Gary Conrad
- Scritto da: Marty Isenberg

### Trama
Danny e Valerie devono lavorare insieme ad una ricerca di scienze.

## Il fantasma da un milione di dollari
- Titolo originale: The Million Dollar Ghost
- Diretto da: Ken Bruce, Butch Hartman, Gary Conrad
- Scritto da: Sib Ventress

### Trama
Plasmius mette una taglia di un milione di dollari sulla testa del ragazzo-fantasma.

## Il potere della sfera di cristallo
- Titolo originale: Control Freaks
- Diretto da: Ken Bruce, Butch Hartman, Gary Conrad
- Scritto da: Marty Isenberg

### Trama
Sam si ribella quando i suoi genitori iper-protettivi le vietano di andare al circo.